# 미용사
미용사(美容師)는 주로 손님에게 미용을 전하는 직업이다. 외래어는 헤어스타일리스트 라고도 부른다.

## 역사

### 고대, 중세시대
고대 이집트에서는 미용사들이 연고, 가위, 스타일링 도구 등을 보관하는 정교하게 장식된 케이스를 사용하였다. 당시 이발사 역시 미용 업무를 수행하였으며, 부유한 남성들은 가정 내에 개인 이발사를 두는 경우가 많았다. 가발 착용이 일반화된 문화적 배경에 따라 가발 제작자도 미용 기술을 겸비하고 있다. 고대 로마와 그리스에서는 가정 내 노예나 하인이 미용사 역할을 맡아 염색 및 면도를 담당하였고, 개인 이발 서비스가 없는 남성들은 지역 이발소를 방문하여 머리를 손질하였으며, 여성들은 주로 거주지 내에서 머리를 관리받았다.
5세기부터 14세기에 이르기까지 미용사에 관한 기록은 부족하다. 그러나 1092년에 로마 가톨릭 성직자들에게 수염을 제거하도록 명령한 교황령이 발표되면서, 머리 관리 서비스에 대한 수요는 점차 증가하게 되었다.

### 유럽

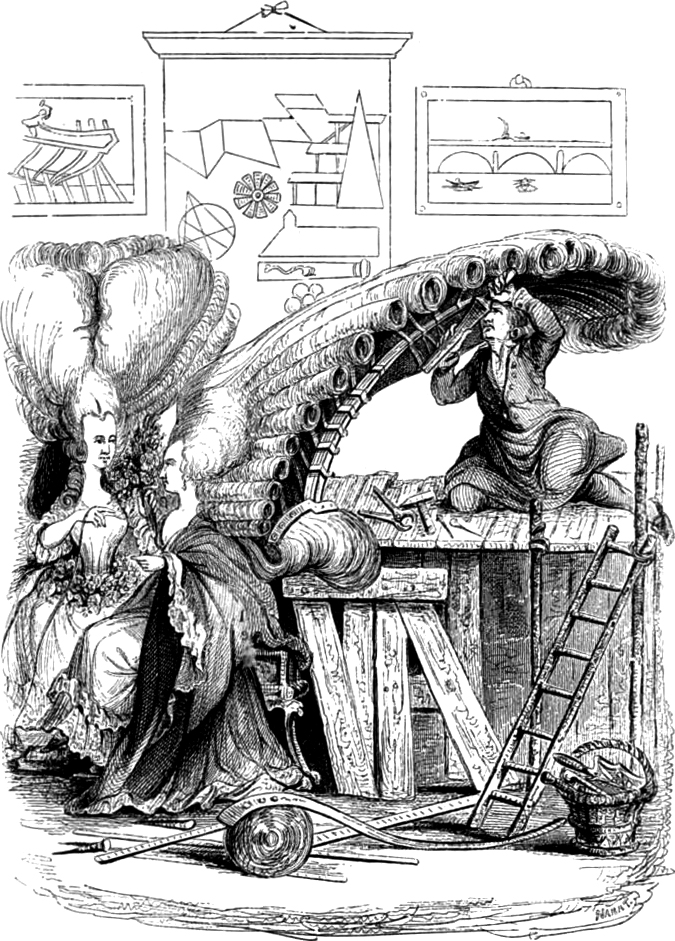
18세기, 아카데미 드 코아피유르에서 유행하던 대형 헤어스타일을 손질하고 있는 프랑스 미용사의 모습을 풍자적으로 묘사한 그림.

헤어드레서(hairdresser)라는 단어는 17세기 유럽에서 처음 등장하였으며, 미용은 하나의 전문 직업으로 간주되었다. 이 시기에는 부유한 여성들이 크고 복잡하며 화려하게 장식된 머리 스타일을 유지하는 것이 유행하였으며, 이를 위해 하녀나 다른 종사자들이 수시간에 걸쳐 머리를 손질하였다. 부유한 남성들은 주로 시종(valet)이 머리를 관리하였다.
여성의 머리를 남성이 스타일링하기 시작한 것은 프랑스에서였으며, 이 시기에 주목받은 많은 미용사들이 남성이었다. 이 경향은 현대까지 이어졌다. 최초로 유명해진 남성 미용사는 샹파뉴(Champagne)로, 그는 프랑스 남부 출신이었다.
파리로 이주한 후 자신의 미용실을 열었으며, 1658년 사망할 때까지 부유한 파리지앵 여성들의 머리를 손질하였다.
17세기 후반에는 마담 마르탱(Madame Martin)에 의해 여성의 머리 스타일이 점점 더 높게 쌓는 형태로 발전하여, 더 타워(the tower)라는 이 스타일은 부유한 영국 및 미국 여성들 사이에서 유행하였으며, 이들은 가능한 한 머리를 높게 세우기 위해 전문 미용사의 도움을 받았다.
커다란 곱슬 머리는 포마드를 바르고 분가루를 뿌린 뒤, 리본, 꽃, 레이스, 깃털, 보석 등으로 장식되었다.
미용이 본격적인 전문 직업으로 자리 잡은 것은, 프랑스 궁정의 공식 미용사로 임명된 르그로 드 뤼미니(Legros de Rumigny)에 의해였다. 1765년에 드 뤼미니는 "여성 헤어스타일의 예술"(Art de la Coiffure des Dames)을 출간하여, 자신의 헤어 디자인을 그림과 함께 소개하였다. 이 책은 프랑스 여성들 사이에서 베스트셀러가 되었으며, 이후 그는 Academie de Coiffure라는 미용 학교를 설립하여 남성과 여성 모두에게 이발 및 특수 헤어 디자인 기술을 교육하였다.
1777년경 프랑스 파리에는 약 1,200명의 미용사가 활동하였으므로, 이 시기에는 이발사들이 조합을 결성하여 미용사들에게도 조합 결성을 요구하였으며, 가발 제작자들은 미용사가 자신들의 생업을 침해하고 있다고 주장하였다. 이에 대해 미용사들은, 자신들은 서비스업에 종사하는 것이며, 가발 제작자는 제품을 제작·판매하는 업종이라고 반박하였다. 드 뤼미니가 1770년 사망한 이후, 다른 미용사들이 인기를 얻기 시작하였다.
특히 프레데릭(Frederic), 라르쇠르(Larseueur), 레오나르(Léonard) 세 명의 프랑스인이 주목받았다. 레오나르와 라르쇠르는 마리 앙투아네트(Marie Antoinette) 왕비의 전속 미용사였으며, 레오나르는 왕비의 총애를 받아 다양한 유행 헤어스타일을 창조하였다. 그 중에는 착용자의 머리 위로 약 5피트(약 1.5미터)까지 솟구친 로즈 도페라(loge d'opéra) 스타일도 포함되었다.
프랑스 혁명 당시에는 레오나르는 체포 직전 왕과 왕비 및 주요 고객들과 함께 프랑스를 탈출하였다. 그는 이후 러시아로 이주하여, 러시아 귀족들의 전속 미용사로 활동하였다.

### 19세기

#### 서양

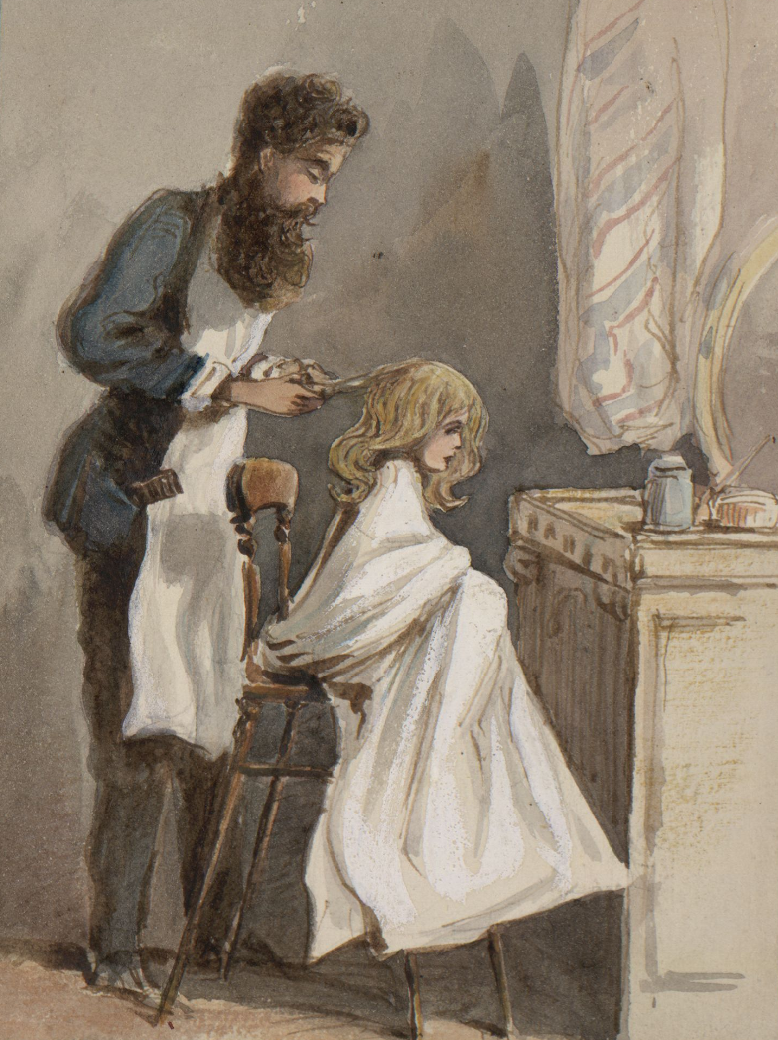
1866년 3월 26일 미용사가 어린아이의 머리를 다듬고 있는 모습이 포착

19세기 초반, 파리의 미용사들은 계속해서 영향력 있는 스타일을 개발하였다. 부유한 프랑스 여성들은 선호하는 미용사를 자신의 집으로 불러 머리를 손질하게 하였으며, 이러한 경향은 국제적인 부유층 사회에서도 나타났다. 당시 미용 서비스는 전문 미용사를 고용하거나 하인을 두어 머리를 관리할 수 있을 정도로 경제적 여유가 있는 계층만이 누릴 수 있다.
미국에서는 마리 라보(Marie Laveau)가 이 시기의 가장 유명한 미용사 중 한 명이었으며, 뉴올리언스 출신인 라보는 1820년대 초반부터 부유한 여성들의 머리를 손질하는 일을 시작하였다. 그녀는 또한 부두교(Voodoo) 신앙을 실천하는 인물로, "뉴올리언스의 부두 여왕"(Voodoo Queen of New Orleans)으로 불렸다. 라보는 부유한 여성들과의 인맥을 통해 자신의 종교 활동을 지원받았으며, 필요한 여성들에게 돈, 선물, 기타 호의를 대가로 "도움"을 제공하기도 하였다.
19세기 후반, 프랑스 미용사 마르셀 그라토(Marcel Grateau)는 마르셀 웨이브(Marcel wave)"를 개발하였다. 이 웨이브 스타일은 특별한 고온 헤어 아이언을 사용해야 했으며, 숙련된 미용사만이 시술할 수 있었다. 당시 유행을 따르는 여성들은 머리를 마르셀 스타일로 손질해달라고 요청하였다.
이 시기에는 미용사들이 도시와 마을에 미용실을 열기 시작하였으며, 마사 마틸다 하퍼(Martha Matilda Harper)가 최초의 미용실 체인 중 하나인 "하퍼 메소드(Harper Method)"를 개발하여 선도적인 역할을 하였다.

#### 동양
일본에서 에도 시대의 이발소인 가미유이도코(髪結床)는 여성의 머리를 땋거나 남성의 정수리 머리(丁髷, 쵸마게)를 다듬는 역할을 하였으며, 메이지 4년(1871년) 8월 9일에 반포된 산발탈도령(散髪脱刀令, 단발령)에 따라 근대 이발업으로 변화하게 되었다.
메이지 시대에는, 남성이 서양식 짧은 머리로 하는 것을 "산발(散髪)"이라 하였고, 전통적인 상투형 머리를 만드는 것을 "결발(結髪)"이라 불렀다. 서양식 머리 모양은 주로 이발사(理髪商)가 손질하였다. "이발(理髪)"이라는 명칭은 성인식을 치를 때 머리를 손질하던 전통에서 유래했으며, 메이지 말기에는 "이발업(理髪業)"이라는 용어가 사용되기 시작하였고, "이발소(理髪所)", "이발점(理髪店)", "이발사(理髪師)"라는 호칭도 일반화되었다.
여성의 경우에 메이지 시대 이전부터 어린 시절에는 특정한 전통 머리 모양을 결혼 후에는 마루마게(丸髷)나 편외(片外) 스타일로 머리를 땋고, 거기에 빗(櫛)이나 비녀(簪, 칸자시)를 장식하는 것이 일반적이었다. 여학교에서는 수신(修身)이나 초대 손님 응대 예법 교육과 함께, 가정과(家政科) 과목 내에서 전통적으로 여학생이 직접 머리를 땋는 기술을 가르쳤다.

### 20세기

#### 서양
20세기에 들어서면서, 미용실은 남성 이발소와 함께 대중화되었다. 미용실은 단순한 미용 서비스를 제공하는 공간을 넘어, 여성들이 머리를 손질받거나 얼굴 관리를 받으면서 서로 교류할 수 있는 사회적 공간으로 기능하였다. 부유한 여성들은 여전히 개인 미용사를 자택으로 초대하여 서비스를 받았으나, 대부분의 여성들은 엘리자베스 아덴(Elizabeth Arden)의 레드 도어 살롱(Red Door Salon)과 같은 고급 미용실을 비롯하여 다양한 살롱을 찾아가 서비스를 받았다.
이 시기에는 미용 도구에 있어서도 주요한 발전이 이루어졌고, 전기의 보급으로 인해 퍼머넌트 웨이브 기계와 헤어 드라이어가 개발되었다. 이러한 기구들은 미용사들이 가정 방문 서비스에 의존하지 않고, 미용실 방문을 적극적으로 유도할 수 있게 된다. 파리의 외젠 슈엘러(Eugène Schueller) 등이 개발한 신규 염색 기술을 통해 미용사들은 더욱 복잡한 스타일링 기술을 시술할 수 있게 되었다.
제1차 세계대전 이후에 여성들 사이에서는 보브 컷(bob cut)과 싱글 보브(shingle bob)를 포함한 짧은 머리 스타일이 유행하였다. 그러나 1930년대에 들어서면서 복잡한 스타일이 다시 유행하기 시작하였으며, 마르셀 웨이브(Marcel wave) 또한 부활하였다.

#### 일본

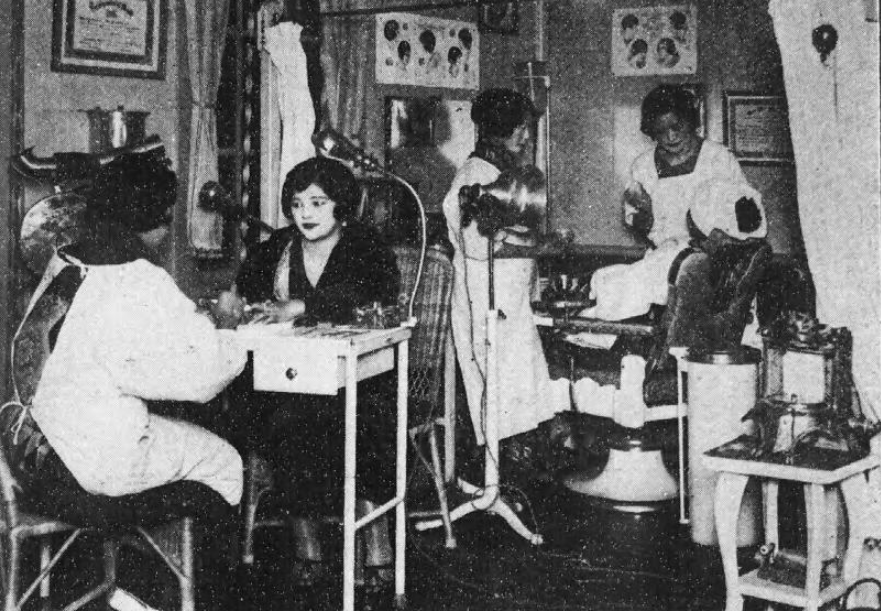
1928년 메이 우시야마가 운영하는 미용실에서 가포착을 착용하고 근무하는 미용사들의 모습

1900년의 이발사는 이발점 견습생 등으로 경력을 시작하여 장인으로 성장하는 것이 일반적이었다. 이발사는 도제제도나 연공(年季奉公) 등을 거쳐 필요한 도구를 갖추고, 약 5년 정도의 수련 후 독립하여 개업하는 경우가 많았다. 또한, 개업 자금을 마련하기 위해 다른 이발소에서 계속 근무하며 단골 손님을 확보한 뒤 독립하는 사례도 있었다.
1913년(다이쇼 2년), 야마자키 하루히로(山崎晴弘)(야마자키 토미에의 부친)이 오차노미즈에 설립한 "도쿄부인미발미용학교"(東京婦人美髪美容学校)이 최초로 도쿄부로부터 인가를 받았다. 이 학교는 결발(髪結) 기술 교육을 목적으로, "여성 가미유이(女髪結)" 스승들에 의해 세웠고, 2년 과정의 전문 과정을 졸업하면 미발사(美髪師) 자격을 취득할 수 있다.
이 시기에는 "미용(美容)"이라는 용어가 일반적이지 않았기 때문에, 1906년에 이발 위생 지식과 기술 보급을 목적으로 설립된 대일본미발회(大日本美髪会)에서 '미발(美髪)'이라는 단어를 인용한 것으로 추정된다. 또한 '미발'은 영어 Hairdressing을 번역한 용어라는 설도 존재한다.
이 학교의 교과목에는 미안술(美顔術, 피부 관리법)이 포함되어 있었으며, (이발사인 오바 히데요시와 시바야마 켄타로 등이 가르쳤다) 여성 가미유이(女髪結)의 근대화는 피부의 생리, 병리, 위생 관리 등 의학적 지식을 습득하는 데서 출발했다고 볼 수 있다.
1922년(다이쇼 11년)에는, 피부와 모발 관리법 및 화장법을 가르치는 전문학교로서 일본여자미용술학교(日本女子美容術学校)가 기타하라 쥬우자오(北原十三男)에 의해 도쿄에 설립되었다.
또한 전전(戰前)기의 공립 실업학교에도 이·미용사 양성과정이 존재하였다.
다이쇼 시대에는 도시 지역을 중심으로 서구화가 진행되고 여성의 사회 진출도 활발해지면서, 일본 전통의 마게(髷)나 속발(束髪) 스타일은 점차 쇠퇴하기 시작했다.
1926년(다이쇼 15년), 도쿄부로부터 인가를 받은 다카기여자미발학교(高木女子美髪学校)의 교과 과정에는 서양식 헤어스타일 기술이 포함되어 있었다.
한편, 무인가 학교나 강습소도 존재했으며, 그 중 하나인 "미용강습소(美容講習所)"를 설립한 마리 루이즈는 일본 미용계의 선구자로 그녀는 웨이브 기술의 보급을 통해 일본식 머리 모양에서 서양식 머리 모양으로의 과도기에서 근대 미용의 기반을 닦았다.
근대 일본 미용의 발전에는 엔도 하츠코(遠藤波津子), 야마모토 히사에(山本久栄), 야마노 치에코(山野千枝子), 메이 우시야마(メイ牛山) 등의 공헌도 컸다.
야마모토 히사에는 독학으로 여성 가미유이가 되어, 1910년 미장클럽을 열고, 1929년에 일불여자정용학교(日仏女子整容学校)를 설립했으며, 1931년에 이를 고등 실업학교로 승격시켜 미용의 고등교육화를 추진하였다.
야마노 치에코는 뉴욕에서 미용사가 된 후 귀국하여, 1922년 마루노우치 미용원을 개업하고, 전후에는 로레알 제품을 일본에 소개했으며, 코세 화장품의 고문을 역임했다.
"가르치지 않는" 것이 본심이었던 도제제도 하의 여성 가미유이들이 학교를 설립한 배경에는, "천업(賤業)으로부터의 탈피"라는 직업적 지위 향상에 대한 강한 열망이 있었다.
여성의 직업 활동과 가미유이에 대한 편견을 불식시키기 위해, 학교는 "결발에 관한 지식 및 기술을 교육하여 정숙하고 유능한 여성"을 양성하는 역할을 맡았다.
또한 다이쇼 시대 이후 미안술과 웨이브 기술을 보유한 새로운 미용사들이 성장함에 따라, 기존 가미유이들도 이에 대항하거나 수용하려는 움직임을 보였다. 쇼와 시대에 들어서 서양식 복장(洋装)이 보급되면서, 웨이브 스타일 헤어가 유행하기 시작했고, 이에 따라 여성 가미유이들도 웨이브 기술을 받아들여 점차 미용계와 융합되었다.
1935년 이후에는 마르셀 아이론, 핑거 웨이브 등의 웨이브 기술이 보급되었고, 또한 파마네트 웨이브 기술과 그 기계의 국산화가 진전되면서 이 흐름을 더욱 가속화시켰다.

#### 한국
대한제국 때, 한성의 일본식 "이발소"(理髮所)가 생기고, 여성 대상의 화장, 머리 손질 서비스를 제공하는 미용업소가 등장하였다. 일제강점기를 들어섰고, 일본의 영향을 받아 미용학교(강습소) 형태로 미용 교육이 시작되었으며, 일부 여성들은 일본이나 중국, 미국 등으로 유학하여 미용 기술을 습득하였다.
1945년 광복 이후에 본격적으로 한국식 미용문화가 재정립되기 시작하였고, 1950년대에는 미용업이 독자적으로 성장하며, 일부 미용실이 성업을 이루었고, 서울과 주요 도시를 중심으로 전문 미용사가 활동하기 시작하였다.
1957년에 이발사와 미용사를 구분하는 법적 근거가 마련되었으며, 미용업은 여성 중심의 전문 직업으로 자리잡기 시작하였다. 1961년 공중위생법이 제정되어 미용업의 법적 관리가 성업되었고, 1970년대에는 미용사 국가자격 제도가 도입되어 미용사가 되기 위해서는 반드시 국가시험을 통과한다.
이 시기에 한국 미용계는 퍼머, 커트, 메이크업, 업스타일, 웨딩 스타일링 등 다양한 기술을 도입하고 발전시키기 시작했다.

## 직업 환경

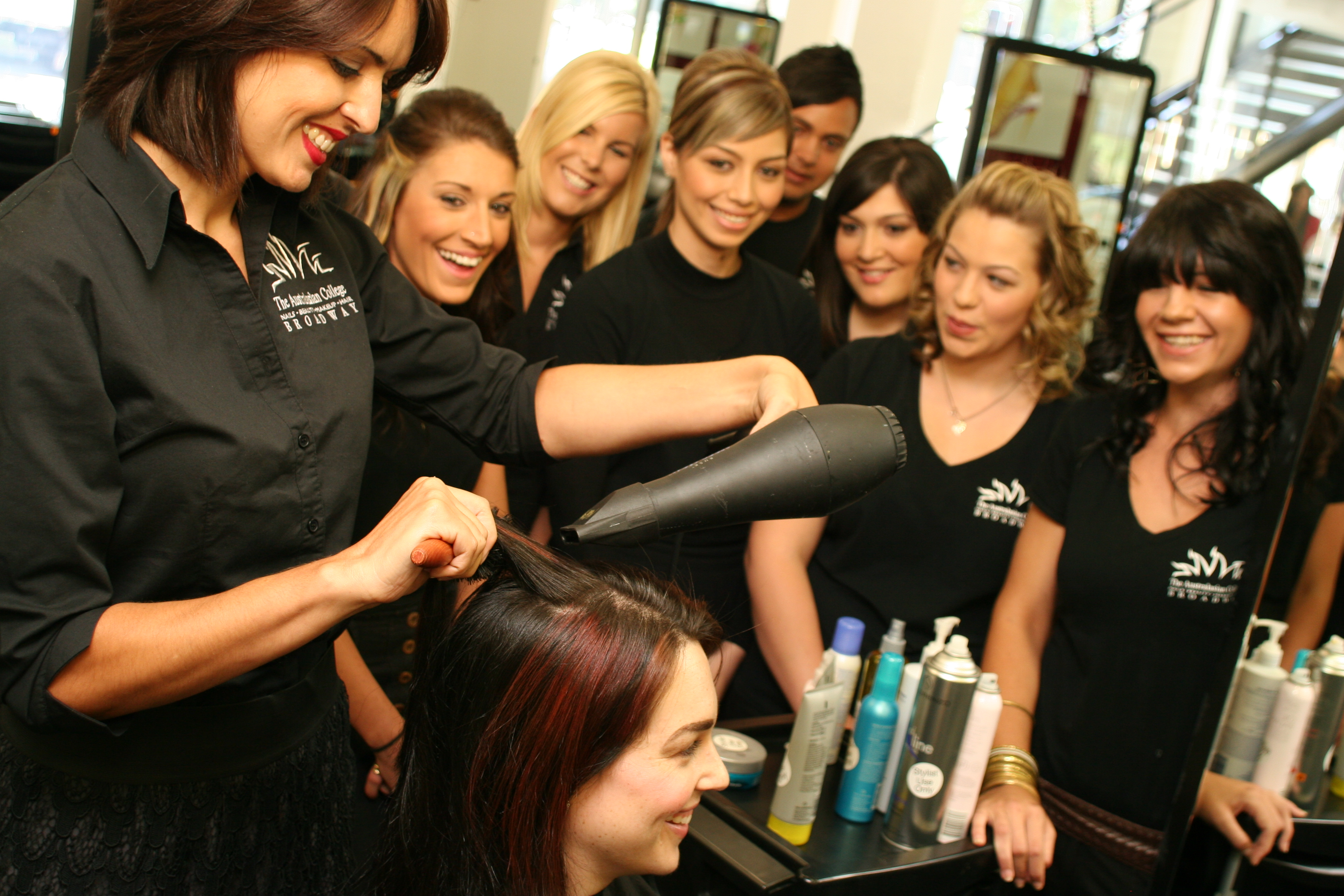
2011년 호주 시드니에서 트레이닝을 받고 있는 미용사들의 모습.

### 미국
미용사는 다른 직업군 평균보다 빠른 속도로 성장할 것으로 예상되며, 성장률은 약 20%에 이를 것으로 전망된다. 미용사로 활동하기 위해서는 주(state)별로 요구하는 공식 면허를 취득해야 하며, 자격 요건은 주마다 다소 차이가 있다.
일반적으로 미용사가 되기를 희망하는 사람은 고등학교 졸업장 또는 GED(고등학교 학력 인증 시험)을 보유해야 하며, 최소 16세 이상이어야 하고, 주 면허를 보유한 이발 또는 미용 학교를 졸업해야 한다.
전일제 프로그램의 경우 보통 9개월 이상 소요되며, 일부 과정은 준학사 학위(associate degree)로 이어지기도 한다. 프로그램을 수료한 후에는 주 면허 시험을 응시해야 하며, 이 시험은 일반적으로 필기 시험과 실기 시험(스타일링) 또는 구술 시험으로 구성된다.
미용사는 면허 취득 시 일정 비용을 부담해야 하며, 때때로 면허 갱신이 요구된다. 일부 주에서는 기존 면허만으로 활동할 수 있도록 허용하는 반면, 다른 주에서는 새로운 면허 취득을 요구하기도 한다.
약 44%의 미용사가 자영업 형태로 일하고 있으며, 이들은 통상적으로 주 40시간 이상 근무하는 경우가 많고, 자영업자의 경우 근무 시간이 더 긴 경향이 있다.
2008년 기준으로, 미용사 중 29%는 파트타임으로 근무하였고, 14%는 근무 시간이 일정하지 않은 변동 스케줄을 가지고 있으며, 2008년 당시 미용사로 일하는 인구는 약 63만 700명이었으며, 2018년까지 약 75만 7,700명으로 증가할 것으로 예상되었다.

### 대한민국
대한민국의 미용사는 헤어디자인, 피부관리, 메이크업, 네일아트 등 다양한 분야를 포괄하는 전문 직업이다. 헤어 미용 분야는 가장 대중적이며, 미용업소(미용실, 헤어숍)나 프리랜서, 또는 자영업 형태로 종사하는 경우가 많다.
미용사가 되기 위해서는 국가 자격인 미용사(일반) 자격증으로 누구나 제한 없이, 필기시험과 실기 시험을 통해 면허 취득할 수 있다. 시험 주관은 한국산업인력공단(HRD Korea)에서 제공받고 있다. 개인 미용실을 창업하려면 공중위생관리법에 따라 위생교육 이수 및 보건증 제출 등의 요건을 충족해야 한다.
창업 신고는 관할 시·군·구청(보건소)에 등록하여야 하며, 시설 기준(면적, 설비 등)을 충족해야 한다.
일반 미용실 근무는 주 56일, 하루 910시간 이상 근무하는 경우가 많다. 예약 상황에 따라 근무 시간이 유동적이다. 프리랜서 또는 1인 숍 형태로 독립적으로 활동하는 경우도 증가하고 있다. 고급 미용실, 뷰티 살롱, 웨딩숍 등 다양한 전문 분야로 분화되고 있으며, 해외 진출 사례도 있다.
미용업은 1960~70년대 이후 급속히 대중화되었으며, 현재는 고급화, 세분화, 글로벌화 추세를 보이고 있다. 최근에는 헤어 컬러리스트, 두피관리사, 헤어 크리에이터(유튜버) 등 전통적인 미용사 외에 새로운 형태의 직업도 등장하고 있다.

### 그외 국가
미용사는 우선 고객과 대화를 나눈 후, 고객의 희망사항과 모질(毛質)에 맞춰 적절한 헤어스타일을 조언한다. 그 후 머리를 감고, 커트를 진행한다. 커트는 머리가 마른 상태에서 시행하는 것이 적합한 경우(드라이 커트)와, 젖은 상태에서 시행하는 것이 적합한 경우(웨트 커트)로 나눌 수 있다. 또한 스타일링, 드라이, 스트레이트 아이론(컬링 아이론, 스트레이트너 등)을 사용하여 머리를 펴거나, 펌(파마) 등의 특수 기술을 시술하기도 한다.
미용사는 헤어 제품의 처방 및 추천에 종사하며, 또한 얼굴형을 우선적으로 연구하여 가장 적합한 헤어스타일을 결정하는 일을 "비자지스트(visagiste)"라고 부르기도 한다.
해외에서는 독립한 미용사들이 집단 브랜드 이미지 및 구매 혜택을 누릴 수 있도록 지원하는 프랜차이즈(상업 네트워크) 시스템이 존재하며, 대표적인 예로 Jean-Louis David, Jacques Dessange, Franck Provost, Saint Algue 등이 있다. 해외의 헤어살롱에서는 모발 특성(길이나 커트 복잡성)뿐만 아니라, 성별(남성 커트, 여성 커트) 기준으로 요금을 구분하는 경우가 많으며,
일반적으로 여성 커트 요금이 더 높은 편이다.
DACH 지역(독일, 오스트리아, 스위스)에서는 전통적으로 이 직업이 여성 중심 직업으로 인식되어 왔다. 이 지역에서는 2010년 기준으로, 미용 관련 직업훈련이나 전문직에 종사하는 여성 비율이 82%에 달했다.
미용사가 보통 미용실에서 근무하거나, 고객의 자택을 방문하여 서비스를 제공한다. 더 나아가, 예를 들어 극장, 텔레비전, 패션, 웰니스 분야 등에서도 활동할 수 있는 기회가 있다. 기본적인 세트 메뉴(샴푸, 드라이, 커트, 블로우 드라이) 외에도, 쉐이빙(면도) 서비스가 제공되기도 한다. 또한 고객에게 스타일링 및 헤어디자인에 관한 조언을 하며, 일반적으로 헤어케어 제품도 함께 판매한다.
그 외에도 속눈썹과 눈썹 염색, 헤어 염색 및 착색, 스트랜드(포일, 캡, 빗, 장갑을 이용한 부분 염색) 시술, 컬러롤이나 워터컬러를 이용한 스타일링, 퍼머넌트 웨이브, 콜드 웨이브, 볼륨 웨이브 등의 서비스가 제공되며, 헤어 트리트먼트를 통한 모발 관리 서비스도 활발히 이루어진다.
특별한 행사 시에는 브라이덜(웨딩) 스타일, 갈라 스타일, 업스타일(머리를 올리는 스타일) 등을 담당하는 경우가 많으며, 헤어 익스텐션이나 증모 시술도 제공한다.
또한, 고전적인 미용 서비스에 머물지 않고, 고객 이미지 유형에 맞춘 컨설팅, 눈썹 정리, 속눈썹 연장, 그리고 메이크업 관련 분야까지 활동 영역을 확장하고 있다.

## 같이 보기
- 미용실
- 머리카락
- 피부미용사
- 이발사